# بخش هیبی
بخش هیبی (به سوئدی: Heby kommun) یک ناحیه شهری در سوئد است که در شهرستان اوپسالا واقع شده‌است.

## خواهرخوانده
شهرهای دهستان سارده و Kamienna Góra خواهرخوانده‌های بخش هیبی هستند.